# 阿皮亞水道

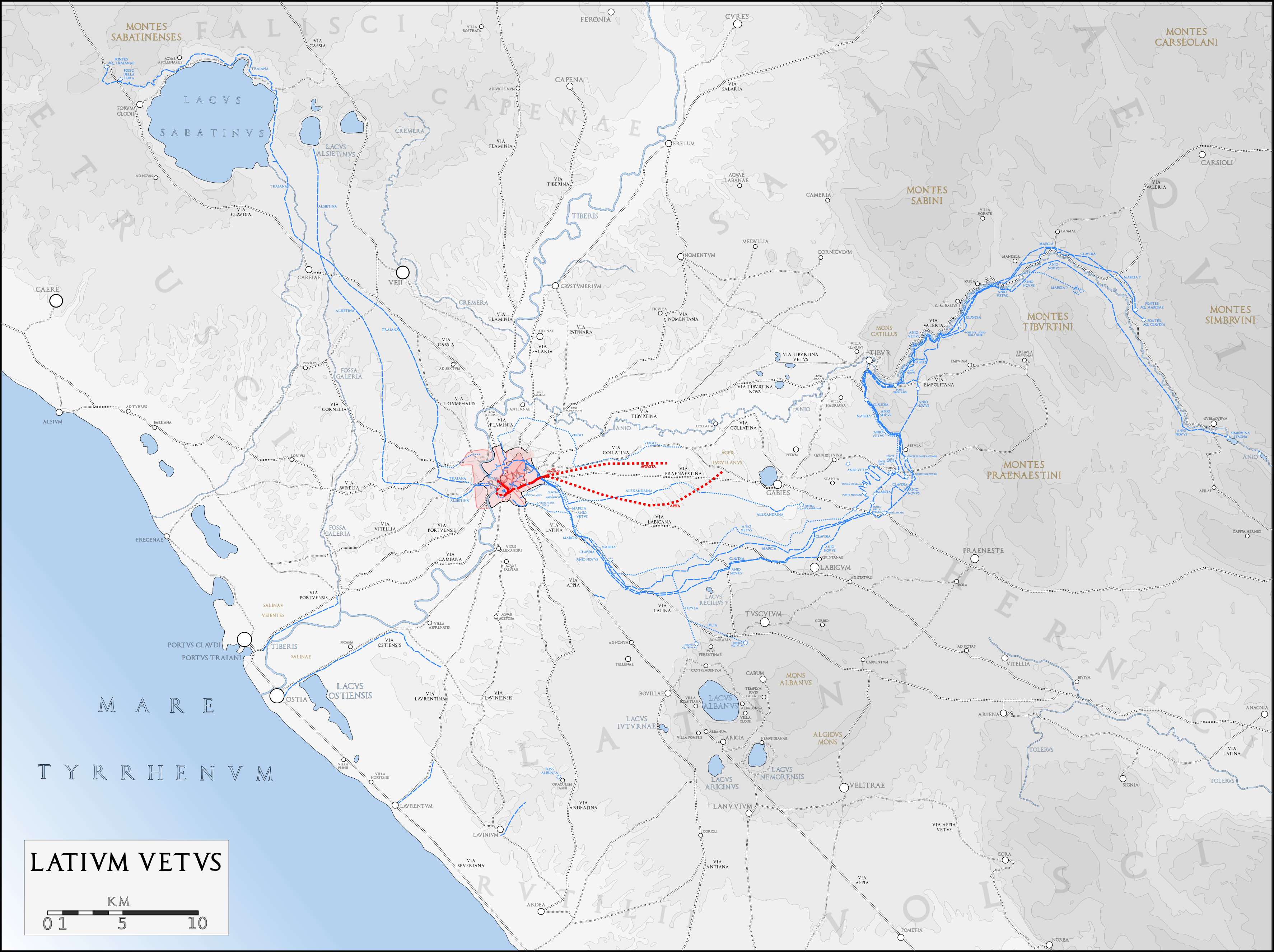
路線圖

阿皮亞水道（Aqua Appia）是第一條古羅馬水道，修建於西元前312年，得名於阿庇烏斯·克勞狄烏斯·凱庫斯。預估阿皮亞水道當時日均供水量有7.3萬立方公尺。

## 外部連結
- 维基共享资源上的相關多媒體資源：阿皮亞水道
- Aqua Appia entry on the Lacus Curtius website
- Information on Roman aqueducts （页面存档备份，存于）
- From a list of 25 aqueducts described in detail 的存檔，存档日期2006-06-15.

41°53′22″N 12°30′40″E / 41.88944°N 12.51111°E